# Markus Büchel (Politiker, 1953)
Markus Büchel (* 14. Januar 1953 in Eschen) ist ein liechtensteinischer Politiker und war von 2001 bis 2009 Abgeordneter im liechtensteinischen Landtag.

## Biografie
Markus Büchel besuchte von 1966 bis 1969 die Realschule in Eschen, absolvierte von 1969 bis 1973 eine Maschinenzeichnerlehre bei der Hilti AG in Schaan, besuchte von 1973 bis 1974 die Abendhandelsschule in Buchs (SG) und studierte von 1974 bis 1979 Maschinenbau in Vaduz. 1979 erwarb er den Dipl. Ing. FH.
Seine berufliche Laufbahn begann 1969 bei der Hilti AG und setzte sich 1981 mit dem Wechsel zur ThyssenKrupp Presta AG in Eschen fort. Seit 1994 bekleidet er die Position des Personalvorstands.
Büchel war 1987 bis 1999 Mitglied des Gemeinderats von Ruggell. Von 1991 bis 1999 war er Vizevorsteher des Gemeinderats. Innerhalb der Fortschrittlichen Bürgerpartei war er 2000 bis 2003 Vizepräsident. Ab 2001 gehörte Büchel dem liechtensteinischen Landtag an. 2003 wurde er zum Fraktionssprecher der Landtagsfraktion der FBP gewählt.
Am 27. Januar 1977 ging Büchel die Ehe mit Hildegard Ott (* 1952) ein. Aus der Ehe gingen drei Töchter hervor.